# Haploclastus kayi
Haploclastus kayi är en spindelart som beskrevs av Gravely 1915. Haploclastus kayi ingår i släktet Haploclastus och familjen fågelspindlar. IUCN kategoriserar arten globalt som starkt hotad. Inga underarter finns listade i Catalogue of Life.